# Strones
Strones ist eine ehemalige Ortschaft und eine Katastralgemeinde der Gemeinde Pölla im Bezirk Zwettl in Niederösterreich.

## Geografie
Der Ort im Süden des Truppenübungsplatzes Allentsteig bestand zuletzt aus 39 Häusern und wurde bis zum 31. Oktober 1941 ausgesiedelt. Ursprünglich war die Absiedlung  bis zum 1. April 1940 geplant, dies wurde jedoch zweimal verlängert. Nach der Verkleinerung des Truppenübungsplatzes in den 1960ern verläuft seine Grenze nun genau durch Strones. Von der hier vorbeiführenden Böhmerwald Straße aus sind vereinzelt noch Grundfeste und aufragende Mauerteile erkennbar.

## Geschichte
Im Franziszeischen Kataster von 1823 ist Strones mit mehreren Gehöften verzeichnet. Laut Adressbuch von Österreich waren im Jahr 1938 in Strones zwei Gastwirte, ein Gemischtwarenhändler, ein Schmied, ein Schuster, zwei Wagner und einige Landwirte ansässig.

## Bodennutzung
Die Katastralgemeinde ist land- und forstwirtschaftlich geprägt. 177 Hektar wurden zum Jahreswechsel 1979/1980 landwirtschaftlich genutzt und 198 Hektar waren forstwirtschaftlich geführte Waldflächen. 1999/2000 wurde auf 178 Hektar Landwirtschaft betrieben und 198 Hektar waren als forstwirtschaftlich genutzte Flächen ausgewiesen. Ende 2018 waren 122 Hektar als landwirtschaftliche Flächen genutzt und Forstwirtschaft wurde auf 222 Hektar betrieben. Die durchschnittliche Bodenklimazahl von Strones beträgt 20 (Stand 2010).

## Persönlichkeiten
- Alois Hitler (1837–1903), Zollbeamter und Vater von Adolf Hitler, wurde hier geboren